# اولاف سلتن
اولاف سلتن (انگلیسی: Olaf Sletten; ۱۹ آوریل ۱۸۸۶ – ۱۰ دسامبر ۱۹۴۳) ورزشکار ورزش تیراندازی اهل نروژ بود.
وی در مسابقات کشوری و بین‌المللی در مجموع برندهٔ ۲ مدال نقره، ۱ مدال برنز شده‌است.